# Rugby Europe International Championships 2017/2018

Schemat rozgrywek

Rugby Europe International Championships 2017/2018 – druga edycja rozgrywek organizowanych przez Rugby Europe, w których triumfator sięga po tytuł mistrza Europy tej organizacji.

## Format rozgrywek
Struktura zawodów nie uległa zmianie w stosunku do poprzedniej edycji. Po zakończeniu rozgrywek najlepsza spośród sześciu drużyn najwyższego poziomu, Rugby Europe Championship, otrzymuje tytuł Mistrza Rugby Europe, zaś najsłabsza trafia do jednomeczowego barażu o utrzymanie, który rozgrywany jest na jego terenie.
Drugi poziom rozgrywek stanowi Rugby Europe Trophy („Trofeum Rugby Europe”), które także liczy sześć drużyn. Zwycięzca rywalizuje o awans z najsłabszą ekipą RE Championship, z kolei najsłabszy spada na niższy poziom.
Kolejny etap stanowi Rugby Europe Conference („Konferencja Rugby Europe”) – na tym poziomie rywalizuje 20 zespołów podzielonych na dwie dywizje (1 i 2), a wewnątrz nich na dwie grupy, północną i południową. Podział na grupy odbywa się każdorazowo przed startem rozgrywek z uwzględnieniem czynników geograficznych. Zwycięzcy każdej z grup Dywizji 1 RE Conference rozgrywają mecz barażowy o awans, którego gospodarzem jest zespół lepszy w łącznej tabeli. Najsłabszy zespół każdej z grup spada do odpowiedniej grupy w Dywizji 2, zaś ich miejsce w dywizji 1 zastępuje najlepszy zespół właściwej grupy z Dywizji 2.
Najsłabszy zespół w łącznej tabeli Dywizji 2 RE Conference spada na piąty, najniższy poziom rozgrywek, jakim jest Rugby Europe Development League („Liga Rozwojowa Rugby Europe”). Najlepsza spośród nich awansuje do RE Conference.
Na wszystkich etapach zmagań spotkania rozgrywane są jednorundowym systemem kołowym. W sumie reprezentacje w jednym sezonie rozgrywają – w zależności od szczebla – cztery lub pięć spotkań, spośród których dwa lub trzy u siebie, pozostałe zaś na wyjeździe. Wyjątkiem od reguły jest najniższy, piąty poziom. Na wszystkich piętrach kwestie zwycięstwa w rozgrywkach, awansów i spadków rozstrzygane są dorocznie.

## Rugby Europe Championship
Wyniki rozgrywek zostały znacząco zmienione po ich zakończeniu w wyniku nałożenia na reprezentacje Rumunii, Hiszpanii i Belgii kar odjęcia po pięciu punktów za każdy mecz, w którym uczestniczyli nieuprawnieni zawodnicy.
|   | Drużyna   | Mecze | Wygrane | Remisy | Przegrane | Bilans punktów | Różnica | Punkty dodatkowe | Punkty odjęte | Punkty |
| - | --------- | ----- | ------- | ------ | --------- | -------------- | ------- | ---------------- | ------------- | ------ |
| 1 | Gruzja    | 5     | 5       | 0      | 0         | 188:24         | +153    | 4                | –             | 24     |
| 2 | Rosja     | 5     | 2       | 0      | 3         | 142:84         | +58     | 3                | –             | 11     |
| 3 | Niemcy    | 5     | 0       | 0      | 5         | 34:359         | −325    | 0                | –             | 0      |
| 4 | Belgia    | 5     | 2       | 0      | 3         | 106:182        | −76     | 1                | −10           | −1     |
| 5 | Hiszpania | 5     | 3       | 0      | 2         | 146:74         | +72     | 1                | −20           | −7     |
| 6 | Rumunia   | 5     | 3       | 0      | 2         | 198:80         | +118    | 2                | −25           | −11    |

|           | Belgia | Gruzja | Hiszpania | Niemcy | Rosja | Rumunia |
| --------- | ------ | ------ | --------- | ------ | ----- | ------- |
| Belgia    |        |        | 18:10     | 69:15  |       |         |
| Gruzja    | 47:0   |        | 23:10     |        |       | 25:16   |
| Hiszpania |        |        |           | 84:10  |       | 22:10   |
| Niemcy    |        | 0:64   |           |        | 3:57  |         |
| Rosja     | 48:7   | 9:29   | 13:20     |        |       |         |
| Rumunia   | 62:12  |        |           | 85:6   | 25:15 |         |

## Rugby Europe Trophy
|   | Drużyna    | Mecze | Wygrane | Remisy | Przegrane | Bilans punktów | Różnica | Punkty dodatkowe | Punkty |
| - | ---------- | ----- | ------- | ------ | --------- | -------------- | ------- | ---------------- | ------ |
| 1 | Portugalia | 5     | 5       | 0      | 0         | 168:76         | +92     | 3                | 23     |
| 2 | Holandia   | 5     | 4       | 0      | 1         | 199:110        | +89     | 3                | 19     |
| 3 | Czechy     | 5     | 3       | 0      | 2         | 93:120         | −27     | 0                | 12     |
| 4 | Szwajcaria | 5     | 2       | 0      | 3         | 109:122        | −13     | 2                | 10     |
| 5 | Polska     | 5     | 1       | 0      | 4         | 106:147        | −41     | 3                | 7      |
| 6 | Mołdawia   | 5     | 0       | 0      | 5         | 58:158         | −100    | 1                | 1      |

|            | Czechy | Holandia | Mołdawia | Polska | Portugalia | Szwajcaria |
| ---------- | ------ | -------- | -------- | ------ | ---------- | ---------- |
| Czechy     |        |          | 35:21    | 19:14  |            | 17:13      |
| Holandia   | 27:10  |          |          | 71:30  |            |            |
| Mołdawia   |        | 7:59     |          |        | 10:29      | 20:22      |
| Polska     |        |          | 13:0     |        | 25:27      |            |
| Portugalia | 45:12  | 36:12    |          |        |            | 31:17      |
| Szwajcaria |        | 27:30    |          | 30:24  |            |            |

### Baraż o miejsce w RE Championship
| 10 listopada 201814:00 EET (UTC+2) | Rumunia | 36:6 | Portugalia | Baia Mare Widzów: 3000 Sędzia: Ian Tempest |
| 10 listopada 201814:00 EET (UTC+2) |         | 36:6 |            | Baia Mare Widzów: 3000 Sędzia: Ian Tempest |

## Rugby Europe Conference

### Dywizja 1
Grupa północna
|   | Drużyna | Mecze | Wygrane | Remisy | Przegrane | Bilans punktów | Różnica | Punkty dodatkowe | Punkty |
| - | ------- | ----- | ------- | ------ | --------- | -------------- | ------- | ---------------- | ------ |
| 1 | Litwa   | 4     | 4       | 0      | 0         | 127:78         | +49     | 3                | 19     |
| 2 | Ukraina | 4     | 3       | 1      | 1         | 92:63          | +29     | 2                | 12     |
| 3 | Szwecja | 4     | 3       | 0      | 2         | 92:109         | −17     | 1                | 9      |
| 4 | Węgry   | 4     | 0       | 1      | 3         | 60:72          | −12     | 3                | 5      |
| 5 | Łotwa   | 4     | 1       | 0      | 3         | 72:121         | −49     | 0                | 4      |

|         | Litwa | Łotwa | Szwecja | Ukraina | Węgry |
| ------- | ----- | ----- | ------- | ------- | ----- |
| Litwa   |       |       | 43:22   | 22:12   |       |
| Łotwa   | 19:33 |       |         | 14:32   |       |
| Szwecja |       | 50:27 |         |         | 12:10 |
| Ukraina |       |       | 29:8    |         | 19:19 |
| Węgry   | 25:29 | 6:12  |         |         |       |

Grupa południowa
|   | Drużyna              | Mecze | Wygrane | Remisy | Przegrane | Bilans punktów | Różnica | Punkty dodatkowe | Punkty |
| - | -------------------- | ----- | ------- | ------ | --------- | -------------- | ------- | ---------------- | ------ |
| 1 | Malta                | 4     | 4       | 0      | 0         | 221:48         | +173    | 23               | 19     |
| 2 | Chorwacja            | 4     | 2       | 1      | 1         | 85:97          | −12     | 1                | 11     |
| 3 | Izrael               | 4     | 2       | 0      | 2         | 105:86         | +19     | 2                | 10     |
| 4 | Bośnia i Hercegowina | 4     | 1       | 0      | 3         | 54:140         | −86     | 0                | 4      |
| 5 | Andora               | 4     | 0       | 1      | 3         | 60:154         | −94     | 2                | 4      |

|                      | Andora | Bośnia i Hercegowina | Chorwacja | Izrael | Malta |
| -------------------- | ------ | -------------------- | --------- | ------ | ----- |
| Andora               |        |                      | 18:18     | 22:27  |       |
| Bośnia i Hercegowina | 20:17  |                      |           |        | 22:52 |
| Chorwacja            |        | 27:6                 |           | 32:17  |       |
| Izrael               |        | 44:8                 |           |        | 17:24 |
| Malta                | 89:3   |                      | 56:8      |        |       |

### Baraż o miejsce w RE Trophy
| 19 maja 201814:00 EEST (UTC+3) | Litwa | 81:10 | Malta | Szawle Sędzia: Rémy Charleroy |
| 19 maja 201814:00 EEST (UTC+3) |       | 81:10 |       | Szawle Sędzia: Rémy Charleroy |

### Dywizja 2
Grupa północna
|   | Drużyna    | Mecze | Wygrane | Remisy | Przegrane | Bilans punktów | Różnica | Punkty dodatkowe | Punkty |
| - | ---------- | ----- | ------- | ------ | --------- | -------------- | ------- | ---------------- | ------ |
| 1 | Luksemburg | 4     | 4       | 0      | 0         | 162:24         | +138    | 3                | 19     |
| 2 | Dania      | 4     | 3       | 0      | 1         | 211:45         | +166    | 2                | 14     |
| 3 | Finlandia  | 4     | 2       | 0      | 2         | 107:120        | −13     | 1                | 9      |
| 4 | Norwegia   | 4     | 1       | 0      | 3         | 83:90          | −7      | 2                | 6      |
| 5 | Estonia    | 4     | 0       | 0      | 4         | 31:315         | −284    | 0                | 0      |

|            | Dania | Estonia | Finlandia | Luksemburg | Norwegia |
| ---------- | ----- | ------- | --------- | ---------- | -------- |
| Dania      |       | 127:5   |           | 3:18       |          |
| Estonia    |       |         | 10:77     |            | 16:47    |
| Finlandia  | 10:57 |         |           |            | 15:8     |
| Luksemburg |       | 64:0    | 45:5      |            | 35:16    |
| Norwegia   | 12:24 |         |           |            |          |

Grupa południowa
|   | Drużyna  | Mecze | Wygrane | Remisy | Przegrane | Bilans punktów | Różnica | Punkty dodatkowe | Punkty |
| - | -------- | ----- | ------- | ------ | --------- | -------------- | ------- | ---------------- | ------ |
| 1 | Cypr     | 4     | 3       | 0      | 1         | 114:51         | +63     | 2                | 14     |
| 2 | Austria  | 4     | 3       | 0      | 1         | 110:85         | +25     | 1                | 13     |
| 3 | Serbia   | 4     | 2       | 0      | 2         | 131:98         | −33     | 2                | 10     |
| 4 | Słowenia | 4     | 2       | 0      | 2         | 82:75          | +7      | 1                | 9      |
| 5 | Słowacja | 4     | 0       | 0      | 4         | 45:173         | −128    | 0                | 0      |

|          | Austria | Cypr  | Serbia | Słowacja | Słowenia |
| -------- | ------- | ----- | ------ | -------- | -------- |
| Austria  |         |       | 27:25  | 56:0     |          |
| Cypr     | 42:5    |       |        |          | 17:5     |
| Serbia   |         | 35:17 |        |          | 21:30    |
| Słowacja |         | 6:38  | 24:50  |          |          |
| Słowenia | 18:22   |       |        | 29:15    |          |

Tabela zbiorcza
|     | Drużyna    | Mecze | Wygrane | Remisy | Przegrane | Bilans punktów | Różnica | Punkty dodatkowe | Punkty |
| --- | ---------- | ----- | ------- | ------ | --------- | -------------- | ------- | ---------------- | ------ |
| 1.  | Luksemburg | 4     | 4       | 0      | 0         | 162:24         | +138    | 3                | 19     |
| 2.  | Dania      | 4     | 3       | 0      | 1         | 211:45         | +166    | 2                | 14     |
| 3.  | Cypr       | 4     | 3       | 0      | 1         | 114:51         | +63     | 2                | 14     |
| 4.  | Austria    | 4     | 3       | 0      | 1         | 110:85         | +25     | 1                | 13     |
| 5.  | Serbia     | 4     | 2       | 0      | 2         | 131:98         | −33     | 2                | 10     |
| 6.  | Słowenia   | 4     | 2       | 0      | 2         | 82:75          | +7      | 1                | 9      |
| 7.  | Finlandia  | 4     | 2       | 0      | 2         | 107:120        | −13     | 1                | 9      |
| 8.  | Norwegia   | 4     | 1       | 0      | 3         | 83:90          | −7      | 2                | 6      |
| 9.  | Słowacja   | 4     | 0       | 0      | 4         | 45:173         | −128    | 0                | 0      |
| 10. | Estonia    | 4     | 0       | 0      | 4         | 31:315         | −284    | 0                | 0      |

## Rugby Europe Development League
Źródło
|   | Drużyna    | Mecze | Wygrane | Remisy | Przegrane | Bilans punktów | Różnica | Punkty dodatkowe | Punkty |
| - | ---------- | ----- | ------- | ------ | --------- | -------------- | ------- | ---------------- | ------ |
| 1 | Bułgaria   | 2     | 2       | 0      | 0         | 96:25          | +71     | 1                | 9      |
| 2 | Turcja     | 2     | 1       | 0      | 1         | 38:47          | −9      | 0                | 4      |
| 3 | Czarnogóra | 2     | 0       | 0      | 2         | 8:70           | −62     | 1                | 1      |

|            | Bułgaria | Czarnogóra | Turcja |
| ---------- | -------- | ---------- | ------ |
| Bułgaria   |          |            | 39:35  |
| Czarnogóra | 0:57     |            |        |
| Turcja     |          | 13:8       |        |